# Chalautre-la-Grande
Chalautre-la-Grande (ʃa.lotʁ.la.ɡʁɑ̃dⓘ) es una población y comuna francesa, en la región de Isla de Francia, departamento de Sena y Marne, en el distrito de Provins y cantón de Villiers-Saint-Georges.

## Demografía
| 463 | 446 | 377 | 383 | 570 | 610 |
| Para los censos de 1962 a 1999 la población legal corresponde a la población sin duplicidades (Fuente: INSEE [Consultar]) |     |     |     |     |     |